# دارچینوپولیس
دارچینوپولیس (به پرتغالی: Darcinópolis) یک منطقهٔ مسکونی در برزیل است که در توکانتینس واقع شده‌است. دارچینوپولیس ۱٬۶۳۹ کیلومتر مربع مساحت و ۶٬۱۷۴ نفر جمعیت دارد.